# Rotja
Die Rotja (katalanisch Rotjà) ist ein Fluss in Frankreich, der im Département Pyrénées-Orientales in der Region Okzitanien verläuft. Sie entspringt in den Pyrenäen, im Gemeindegebiet von Py, entwässert generell Richtung Nordost bis Nord durch den Regionalen Naturpark Pyrénées Catalanes sowie die historische Grafschaft Conflent und mündet nach rund 23 Kilometern im Gemeindegebiet von Serdinya, knapp an der Grenze zur Nachbargemeinde Fuilla als rechter Nebenfluss in die Têt.

## Orte am Fluss
(Reihenfolge in Fließrichtung)
- Sahorre
- Veïnat del Mig, Gemeinde Fuilla